# Élections législatives et présidentielle centrafricaines de 2011
Les élections générales centrafricaines de 2011 ont lieu le 23 janvier 2011, dans le but d'élire l'Assemblée nationale et le président de la République centrafricaine.

## Contexte
Ces élections furent repoussées deux fois, de par des difficultés d'organisation, présentes encore en partie le jour du scrutin, amenant des critiques de l'opposition qui craint des fraudes.

## Candidats
5 candidats ont été entérinés pour l'élection à la présidence : 
- le président sortant François Bozizé (Convergence Nationale Kwa Na Kwa)
- l'ancien président Ange-Félix Patassé (sans étiquette)
- l'ancien ministre de la défense Jean-Jacques Démafouth (Nouvelle Alliance pour le Progrès)
- l'ancien Premier ministre Martin Ziguélé (Mouvement de libération du peuple centrafricain)
- Émile Gros Raymond Nakombo (Rassemblement démocratique centrafricain)

Un autre candidat avait été enregistré dans un premier temps, mais a été exclu le 8 janvier 2011 à cause d'un chèque sans provision:
- Justin Wilite (Congrès pour la renaissance africaine)

## Résultats

### Résultats
Les résultats de l'élection présidentielle ont été proclamés par la Commission électorale indépendante et sont validés par la cour constitutionnelle,.
| Candidats                | Candidats                  | Partis                   | Voix      | %     |
| ------------------------ | -------------------------- | ------------------------ | --------- | ----- |
|                          | François Bozizé            | KNK                      | 718 801   | 64,37 |
|                          | Ange-Félix Patassé         | Ind.                     | 239 279   | 21,43 |
|                          | Martin Ziguélé             | MLPC                     | 75 939    | 6,80  |
|                          | Émile Gros Raymond Nakombo | RDC                      | 51 469    | 4,61  |
|                          | Jean-Jacques Démafouth     | NAP                      | 31 184    | 2,79  |
|                          |                            |                          |           |       |
| Votes valides            | Votes valides              | Votes valides            | 1 116 672 | 99,93 |
| Votes blancs et nuls     | Votes blancs et nuls       | Votes blancs et nuls     | 775       | 0,07  |
| Total                    | Total                      | Total                    | 1 117 447 | 100   |
| Abstention               | Abstention                 | Abstention               | 708 288   | 38,80 |
| Inscrits / participation | Inscrits / participation   | Inscrits / participation | 1 825 735 | 61,20 |

### Réactions
Le parti au pouvoir salue des élections libres et démocratiques, tandis que l'opposition dénonce des irrégularités qui ne seront, selon elle, pas prises en compte par le conseil constitutionnel.

## Élections législatives
Les élections législatives centrafricaines de 2011, se tiennent les 23 janvier 2011, pour le 1er tour et 27 mars 2011, pour le second tour. Le territoire est découpé en 105 circonscriptions dans lesquelles se déroule un scrutin uninominal, avec un candidat titulaire et un suppléant. Chaque sous-préfecture et arrondissement du pays constitue une circonscription électorale. Sur la base du recensement de la population de 2003, une circonscription supplémentaire est instituée par tranche 35 000 habitants pour les sous-préfectures les plus peuplées, et par tranche de 45 000 habitants pour les arrondissements de Bangui. Les résultats provisoires sont publiés par la Commission électorale indépendante (CEI).
| Parti politique                                                                            | 1er tour | 2e tour | Sièges |
| ------------------------------------------------------------------------------------------ | -------- | ------- | ------ |
| KNK : Convergence Nationale Kwa Na Kwa                                                     | 25       | 36      | 61     |
| Indépendants                                                                               | 8        | 18      | 26     |
| PAD : Parti d'Action pour le Développement (majorité présidentielle)                       | 0        | 3       | 3      |
| MDD : Mouvement pour la démocratie et le développement (majorité présidentielle)           | 0        | 2       | 2      |
| PSD : Parti Social Démocrate (majorité présidentielle)                                     | 0        | 1       | 1      |
| UNADER : Union Nationale des Démocrates Républicains (majorité présidentielle)             | 0        | 1       | 1      |
| MDI-PS : Mouvement pour la Démocratie et le Progrès Social (majorité présidentielle)       | 0        | 1       | 1      |
| PNCN : Parti National pour un Centrafrique Nouveau (majorité présidentielle)               | 0        | 1       | 1      |
| MESAN Boganda : Mouvement d'évolution Sociale de l'Afrique Noire (majorité présidentielle) | 0        | 1       | 1      |
| PDCA : Parti pour la Démocratie en Centrafrique (majorité présidentielle)                  | 0        | 1       | 1      |
| MLPC : Mouvement de libération du peuple centrafricain                                     | 1        | 0       | 1      |
| RDC : Rassemblement Démocratique Centrafricain                                             | 0        | 1       | 1      |
| Invalidés                                                                                  | 3        | 19      | 22     |
| Total                                                                                      | Total    | Total   | 105    |